# Kalipucang Wetan (Batang)
Kalipucang Wetan is een bestuurslaag in het regentschap Batang van de provincie Midden-Java, Indonesië. Kalipucang Wetan telt 2035 inwoners (volkstelling 2010).